# Antonio García Berrio
Antonio García Berrio (Albacete, 1940) es un retórico y teórico de la literatura española.

## Biografía
Ocupa la posición de Catedrático de Universidad de Teoría de la Literatura y Literatura Comparada en la Universidad Complutense de Madrid. Lo ha sido con anterioridad en las universidades de Murcia, Málaga y Autónoma de Madrid. Ha sido, asimismo, profesor visitante o asociado, en cursos de larga duración, entre otras, en las universidades de Bielefeld, Limoges, París X (Nanterre), así como en la Federal de Río de Janeiro, Míchigan (Ann Arbor), Harvard y el Collège de France. Es doctor honoris causa por las universidades de Valladolid, Alicante y recientemente Málaga. Ha iinvestigado sobre teoría de la literatura y retórica, y ha escrito también sobre poética, géneros literarios y estilística, contribuyendo sustancialmente a renovar el estudio de estas materias en el ámbito español. Es partidario del Universalismo o existencia de universales estéticos.
Su esposa, Teresa Hernández Fernández, profesora titular de Teoría de la Literatura en la UNED y coautora de algunas de sus publicaciones, falleció en noviembre de 2008. Junto a ella editó el manual de Crítica literaria.

## Obras
- España e Italia ante el conceptismo, Madrid. Consejo Superior de Investigaciones Científicas, 1968
- Formación de la teoría literaria, Madrid: Cupsa Editorial, 1977.
- Formación de la teoría literaria moderna, 2, Murcia: Universidad de Murcia, 1980.
- Fundamentos de teoría lingüística, Madrid: Alberto Corazón, 1977.
- Los géneros literarios: sistema e historia, Madrid: Ediciones Cátedra, 1992.
- Introducción a la poética clasicista: Cascales, Barcelona: Editorial Planeta, 1975.
- Introducción a la poética clasicista:... tablas poéticas Madrid: Taurus Ediciones, 1988.
- La lingüística moderna, Barcelona: Editorial Planeta, 1976.
- Significado actual del formalismo ruso, Barcelona: Editorial Planeta, 1973.
- Teoría de la literatura: la construcción del significado Madrid: Ediciones Cátedra, 1989, 2.ª ed. rev. y aum.
- Forma interior: La creación poética de Claudio Rodríguez Málaga: Ayuntamiento de Málaga, 1999.
- Crítica literaria: Iniciación al estudio de la Literatura Madrid: Ediciones Cátedra, 2004.
- El centro en lo múltiple (Selección de ensayos), 3 vols. Barcelona: Anthropos, 2009.